# Robin Cook (pisarz)

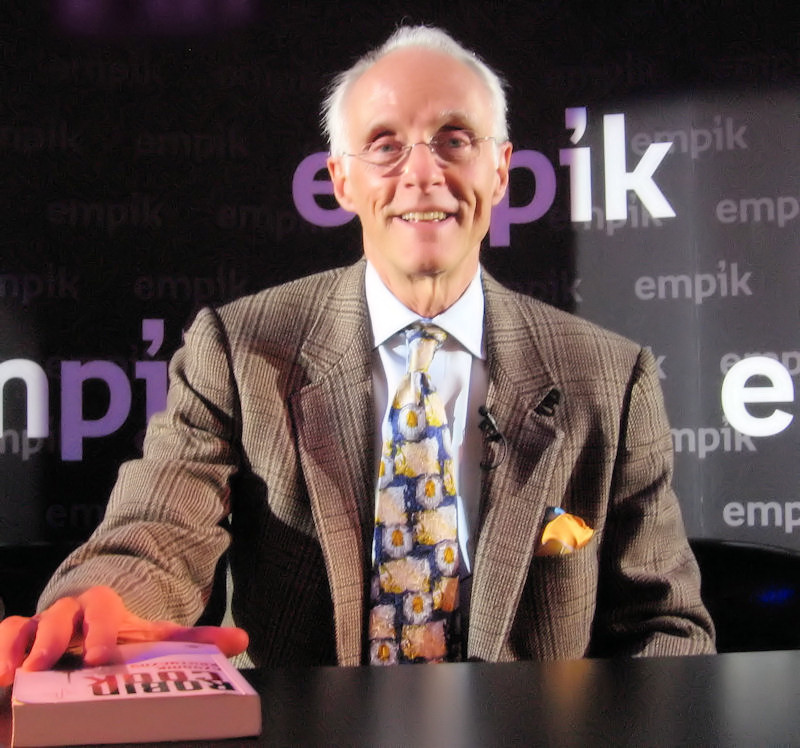
Robin Cook w warszawskim salonie Empik (2008)

Robin Cook, właśc. Robert Brian Cook (ur. 4 maja 1940 w Nowym Jorku) – amerykański lekarz (chirurg i okulista) oraz pisarz, uznawany za mistrza w gatunku thrillera medycznego.

## Życiorys
Urodził się w Brooklynie (Nowy Jork) i w wieku 8 lat przeprowadził, wraz z rodzicami, do  Woodside w Queens. Ukończył Wesleyan University i Columbia College of Physicians and Surgeons na Uniwersytecie Columbia. Następnie został powołany do United States Navy, gdzie służył na USS Kamehameha,  po czym został przeniesiony do Deep Submergence Systems Project (Sea Lab), gdzie szkolił się jako oficer medyczny marynarki wojennej. Odszedł ze służby w stopniu komandora porucznika. Następnie studiował okulistykę na Harvardzie. Po jej ukończeniu rozpoczął naukę w Kennedy School of Government na Harvardzie, jednocześnie otwierając prywatną praktykę okulistyki w Marblehead w stanie Massachusetts i pracując w Harvard Medical School. Następnie poświęcił się pisarstwu.

## Twórczość
W swoich powieściach porusza różnorakie zagadnienia:
- etyki zawodowej lekarzy (Coma) czy naukowców (Mutant),
- zagrożenia wykorzystaniem zdobyczy medycyny w złych celach (Epidemia),
- historie science-fiction mające jednak elementy realności (Inwazja).

### Cykle

#### Cykl Laurie Montgomery/Jack Stapleton
- Oślepienie (Blindsight, 1991)
- Zaraza (Contagion, 1995)
- Chromosom 6 (Chromosome 6, 1997)
- Nosiciel (Vector, 1999)
- Marker (Marker, 2005)
- Kryzys (Crisis, 2006)
- Czynnik krytyczny (Critical, 2007)
- Ciało obce (Foreign Body, 2008)
- Interwencja (Intervention, 2009)
- Niebezpieczna gra (Cure, 2010)
- Pandemia (Pandemic, 2018)
- Geneza (Genesis, 2019)
- Nocny dyżur (Night shift, 2022), tłum. Maria Smulewska, Dom Wydawniczy Rebis 2023, ISBN 978-83-8338-036-0

#### Cykl Dr Marissa Blumenthal
- Epidemia (Outbreak, 1987)
- Oznaki życia (Vital Signs, 1990)

#### Cykl Pia Grazdani
- Polisa śmierci (Death Benefit, 2011)
- Nano (Nano, 2012)

### Pozostałe powieści
- Rok interny (The Year of the Intern, 1972)
- Śpiączka (Coma, 1977)
- Sfinks (Sphinx, 1979)
- Mózg (Brain, 1981)
- Gorączka (Fever, 1982)
- Zabawa w Boga (Godplayer, 1983)
- Dewiacja (Mindbend, 1985)
- Śmiertelny strach (Mortal Fear, 1988)
- Mutant (Mutation, 1989)
- Szkodliwe intencje (Harmful Intent, 1989)
- Stan terminalny (Terminal, 1992)
- Zabójcza kuracja (Fatal Cure, 1993)
- Dopuszczalne ryzyko (Acceptable Risk, 1994)
- Inwazja (Invasion, 1997)
- Toksyna (Toxin, 1997)
- Uprowadzenie (Abduction, 1999)
- Wstrząs (Shock, 2000)
- Napad (Seizure, 2002)
- Komórka (Cell, 2014)
- Znieczulenie (Host, 2015)
- Szarlatani (Charlatans, 2017)
- Epidemia (2019)
- Wirus (2022)

## Adaptacje filmowe i telewizyjne
Jego książki były kilkukrotnie filmowane, a do części z nich osobiście napisał scenariusz:

### Filmy
- Śpiączka (Coma, 1978, reż. Michael Crichton)
- Sfinks (Sphinx, 1981) (reż. Franklin J. Schaffner)
- Szkodliwe intencje (Zło zamierzone, Harmful Intent, 1993, TV, reż. John Patterson) (scenariusz)
- Morderczy strach (Mortal Fear, 1994, TV, reż. Larry Shaw)
- Epidemia (Śmiercionośny wirus, Virus, 1995, TV, reż. Armand Mastroianni)
- Kres (Terminal, 1996, TV, reż. Larry Elikann) (scenariusz)
- Inwazja (Invasion, 1997, TV, reż. Armand Mastroianni) (scenariusz)
- Dopuszczalne ryzyko (Robina Cooka Ryzyko w granicach rozsądku, Acceptable Risk, 2001, TV, reż. William A. Graham)

### Seriale
- Foreign Body (2008)
- Śpiączka (2012, scenariusz)